# Union Nationale Tchadienne
Die Union nationale tchadienne oder englisch Chadian National Union (UNT, dt.: Nationale Union des Tschad) war eine radikale muslimische politische Partei des Tschad.

## Geschichte
Die Partei wurde in 1958 von Issa Dana, Mahamut Outman und Abba Siddick gegründet. Sie hatte das Ziel, beim Chadian Constitutional Referendum, 1958 ein „Nein“ zum Beitritt des Tschad in die Communauté française zu erwirken. Die Partei sprach sich für drastische politische Reformen aus, die auch durch Gewalt erwirkt werden sollten, falls nötig. Die Partei wurde 1962 verboten, als der damalige Präsident François Tombalbaye die Tschadische Fortschrittspartei zur einzigen legalen Partei erklärte. Die Partei überlebte einige Zeit als Geheimorganisation unter der Führung von Ibrahim Abatcha.
1966 ging die Partei in der FROLINAT (National Liberation Front of Chad) auf, als sie sich mit der General Union of the Children of Chad zusammenschloss.